# Hémipénis

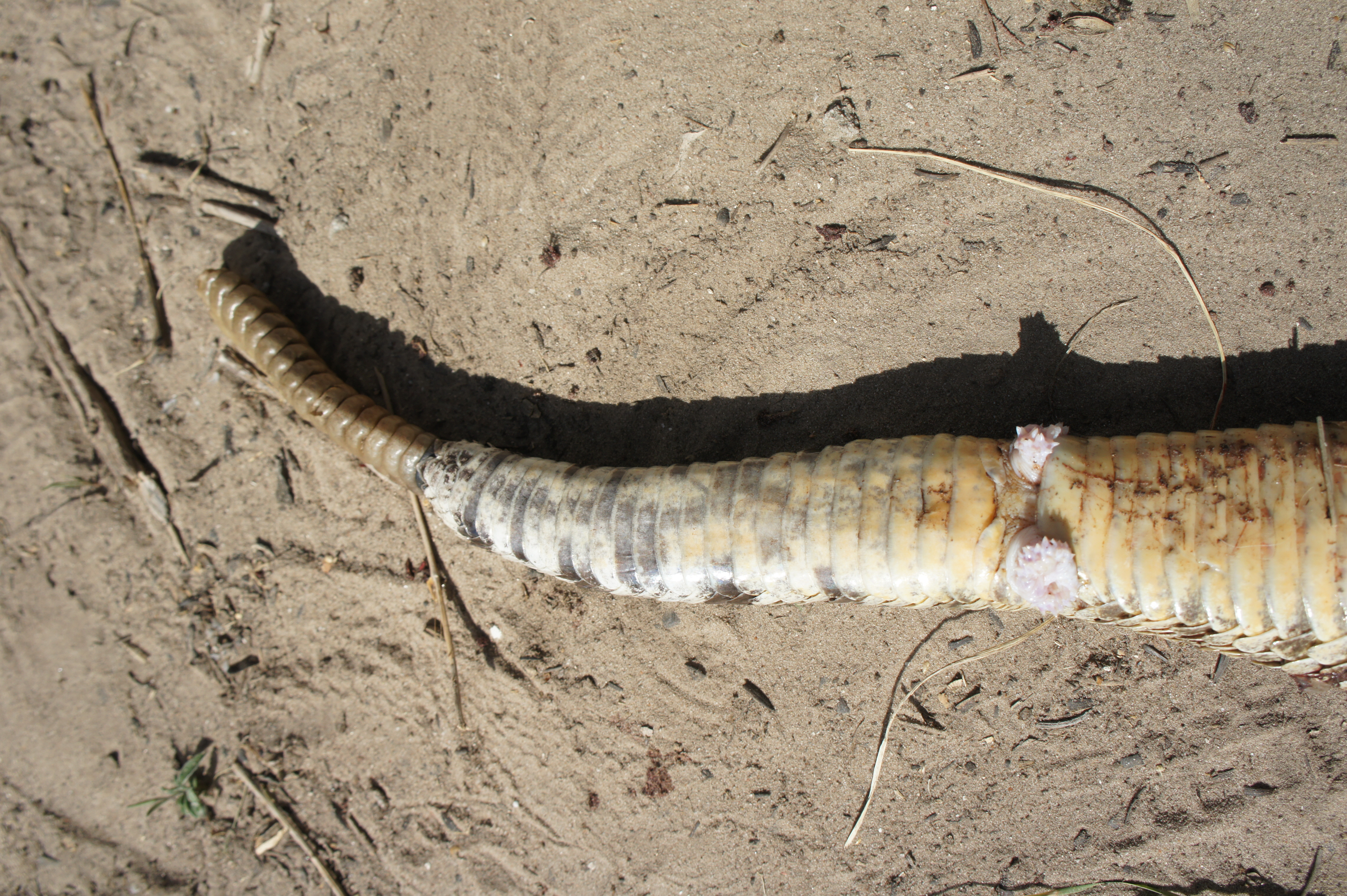
Les deux hémipénis d'un Crotale du Texas.

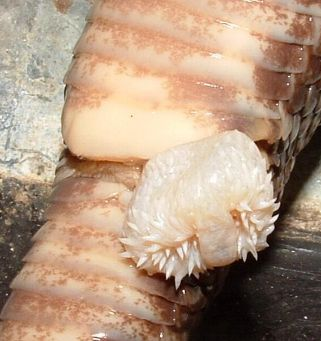
Détail d'un hémipénis de ce crotale.

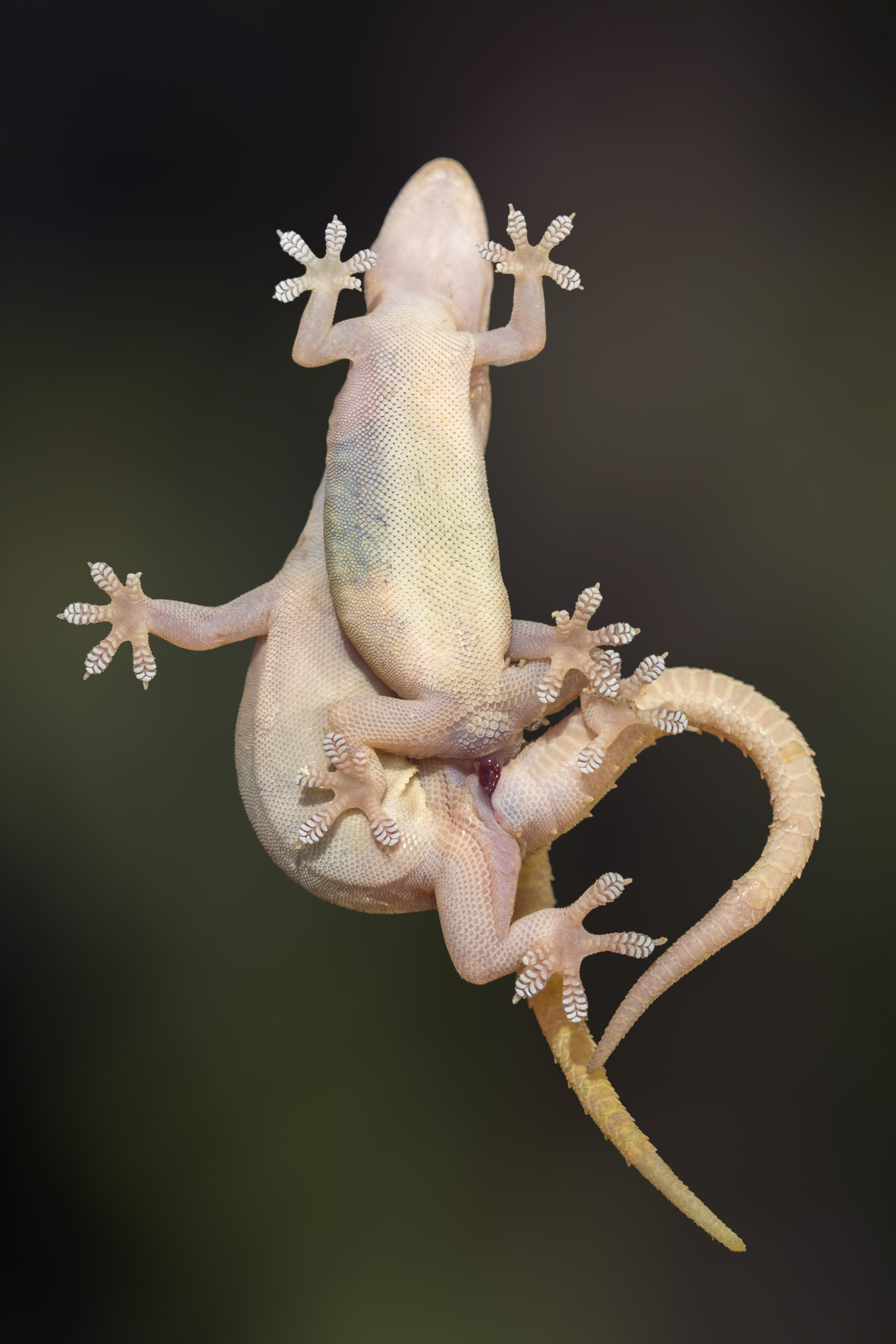
Accouplement dHemidactylus frenatus (Geckos d'Asie), vue ventrale avec hémipénis inséré dans la fente cloacale.

Un hémipénis est l'un des deux organes sexuels des mâles de l'ordre des squamates (serpents, lézards et amphisbènes). Les deux hémipénis, au repos, sont invaginés (en) à l'intérieur d'une gaine dans la portion intérieure de la queue (produisant parfois un renflement). Ces organes copulateurs pairs et symétriques sont dévaginés au moment de l'accouplement. La dévagination est accomplie par afflux de sang dû à un tissu érectile analogue à celui du pénis des mammifères. Chez certains grands lézards (certains varans par exemple) les hémipénis sont partiellements calcifiés.
Les hémipénis possèdent à leur surface, une ornementation complexe constituée d'épines kératinisées, d'alvéoles dont les bords peuvent être lisses ou crénelés et de tubérosités qui semblent faciliter le maintien de l'organe introduit dans la fente cloacale de la femelle lors de l'accouplement. Chez certaines espèces, les épines forment de petits crochets qui vont se placer à l'intérieur des voies génitales de la femelle, arrimant les sexes. Si le couple est dérangé, la femelle tracte le mâle par l'hémipénis en se déplaçant pour trouver un meilleur abri.
Il existe chez la femelle deux hémiclitoris, analogues des hémipénis.
Tous différents, les hémipénis peuvent servir à l'identification de l'espèce et de choix cryptique des femelles (en).